# Torcetrapib
Il torcetrapib è un composto chimico di formula {\displaystyle {\ce {C26H25F9N2O4}}}.

## Storia
Il suo sviluppo è stato interrotto nel 2006, quando gli studi clinici di fase III hanno mostrato un'eccessiva mortalità per tutte le cause nel gruppo di trattamento che riceveva una combinazione di atorvastatina e torcetrapib.

## Caratteristiche strutturali e fisiche
Torcetrapib è un composto appartenente alla famiglia delle chinoline, un estere carbammato e un membro dei (trifluorometil)benzeni.
| N. di atomi pesanti                          | 41             |
| N. di accettori di legami a idrogeno         | 13             |
| N. di elementi stereogenici atomici definiti | 2              |
| N. di legami ruotabili                       | 7              |
| Massa monoisotopica                          | 600,16706074 u |
| Superficie polare                            | 59,1 Å²        |

## Farmacologia e tossicologia

### Farmacodinamica
Torcetrapib è un inibitore della proteina di trasferimento degli esteri del colesterolo (CETP), progettato per ridurre il trasferimento eterotipico degli esteri del colesterolo dall'HDL al LDL e/o VLDL. Il composto aumenta i livelli di colesterolo HDL e apolipoproteina A-I, mentre riduce quelli di colesterolo LDL e apolipoproteina B. Questo effetto è stato osservato sia in monoterapia che in combinazione con le statine.

### Effetti del composto e usi clinici
Era un farmaco sviluppato per trattare l'ipercolesterolemia e prevenire le malattie cardiovascolari. Il torcetrapib non è stato studiato per ridurre né le malattie cardiovascolari né il rischio di morte in coloro che già assumono statine.